# آق‌جول
آق‌جول (آق‌یول، به معنی راه سفید) (به لاتین: Ak-Dzhol) یک منطقهٔ مسکونی در قرقیزستان است که در استان چوئی واقع شده‌است.

## خصوصیات
آق‌جول ۶۹۰ متر بالاتر از سطح دریا واقع شده‌است.